# 迷宮街輪舞曲
『迷宮街輪舞曲』（めいきゅうがいろんど）は、林亮介原作、結城さくや作画の漫画作品である。一迅社「月刊ComicREX」にて連載された。原作は林亮介のweb小説「和風Wizardry純情派」である。現在連載は終了している。

## あらすじ
2001年夏、京都を突如として大地震が襲う。その時現れた断層に、入口はあった。…地下に張り巡らされた大迷宮の入口が。そこに巣食っていたのは化物と呼ばれる類の生物。化物は人々の安全を脅かしたが、彼らの体からは貴重な物質が採取できた。そこで化物を討伐・採取するために、有志の一般市民が探索者として迷宮に挑むことになる。やがて、迷宮の周りには街が出来た。屈強な探求者たちが集い、武器の所有が許可される、治外法権地帯・迷宮街が。

## 登場人物

### 第一期探索者
三原敏夫
最強の戦士と謳われる、第一期探索者。第二期テスト中、真壁に素質を見出し「今晩俺のところに飲みに来い」と告げる。しかし、その直後の探索で部隊は壊滅。帰らぬ人となった。
物語序盤では三原が主人公のような描き方のため、三原の死は多くの読者に大きな印象を与えた。
津村さゆり
三原部隊の魔女（魔法を扱う女性）で、三原と同じく最強の魔女と謳われる。異常なまでの世話焼きで、三原が茶を入れている間に部屋がすっかり片付いていたことも。
教官が独占していた「瞬間移動（テレポート）」の魔法を、探索者として体得した。三原部隊壊滅時に死亡した。
曽我（そが）
三原部隊の後衛。恐らく罠解除士だと思われる。敵を探知する能力の達人であり、敵発見時には作戦を立てて部隊に指示する。
「警戒しろ」という意味で「水」という合言葉を用いる。これは、短い言葉で全員に指示を伝えるためのもの。迷宮第四層にて死亡。
花井（はない）
三原部隊の戦士。迷宮第四層にて死亡。
柳瀬（やなせ）
三原部隊の戦士。迷宮第四層にて死亡。
星野（ほしの）
第一期探索者の戦士。自衛隊から派遣されて探索に参加し、電灯や電話の設置作業では一般自衛隊員の指揮を執る。三原の知り合いらしい、三原部隊を最後に目撃した人物である。また、酒場に現れた真壁に三原の死を伝えたのも彼。
高田まり子
第一期探索者で、魔女。探索者屈指の実力とその外見も相まって「魔女姫」と呼ばれる。第二期探索者のテストが始まったため、新人にアドバイスする動きを見せている一派の一人。
美濃部（みのべ）
三原の知り合いの部隊にいたらしい。物語の始まりには既に死亡していた。彼の死を聞いた三原は、何か嫌な予感がしていたらしい。その予感どおり、三原部隊は壊滅することになる。
真城雪（ましろゆき）
通称「お嬢」。美濃部と同部隊の探索者。同じく三原とも知り合いらしい。

### 第二期探索者
真壁啓一（まかべけいいち）
本作の主人公。生きる意味を見出すため、迷宮街にやってきた。体力テストの途中、三原に「お前は合格するだろうから、今晩俺のところに飲みに来い」と声を掛けられた。体力テストを突破し、約束どおり酒場に訪れるが、そこで三原の死を知る。
三原の死を忘れないように、またこれから会う全ての人を忘れないようにと日記を付けている。この日記こそが「迷宮街輪舞曲」本編なのである。
高校時代、体操部だったらしく体力とバランス感覚に優れている。だが決して屈強な体格とは言えず、実際笠置町部隊でのトラブルメーカーである。
笠置町翠（かさぎまちみどり）
迷宮街事業団理事・笠置町隆盛の娘。葵とは双子の姉妹である。幼いころから武術を習っており、か細い体からは考えられないほどの体力をもつ。これは重心移動などに全く無駄が無いためで、体力テストも軽々突破できた。ただし魔法に関しては全く才能が無い。葵とは違って気が強く、がさつな面も見られる。
はじめ津差を仲間にしようとしていたが、戦闘推奨派の翠と戦闘回避派の津差とは同じ部隊にはなれなかった。代わりに真壁を仲間に引き入れるが、なぜ体格的に不安要素が大きい真壁を引き入れたのか、本人も良くわかっていないらしい。
笠置町葵（かさぎまちあおい）
迷宮街事業団理事・笠置町隆盛の娘。翠とは双子の姉妹で、葵は妹。姉が武術を体得しているのに対し、葵の場合は魔法を体得している。魔法媒介である不可視の物質「エーテル」を、迷宮街とは異なり「コダマ」と呼ぶ。ただしその後必ず「エーテル」といい直す。
性格も姉とは対照的で気弱であるが、心理テストの結果は翠と同じである（もっとも、葵は翠の答えを予想して書いた）。
「ゆういち」という名前に嫌な思い出があるらしく、同じ「ゆういち」である小寺を仲間にするのに抵抗を感じていた。それも自分から小寺には言い出せず、真壁を通して断りを入れた。
青柳誠真（あおやぎせいしん）
真壁や翠とは違う、パワータイプの戦士。はじめ恩田の部隊に参加する予定だったが、真壁の、わがままとも取れる願いを聞き入れて笠置町部隊に。迷宮街に来る前は寺で坊主をしていた。
京都大地震のとき、地下迷宮への穴は幾つもあったらしく、笠置町隆盛の指揮で穴は埋められていった。そのままだと怪物が一般人を襲う事件が多発したからである。その中に青柳の知人もいた。結局、迷宮街の入り口は一つにまで減ったが、彼は迷宮の一番奥まで行って怪物を残らず追い払おうとしている。
常盤浩介（ときわこうすけ）
笠置町部隊の罠解除士。魔法や治療術のテストでは全く成果を挙げられなかったが、そのことが罠解除士には向いていたらしい。複数のことを同時に考えることができ、かつ頭の回転が速いためで、逆に言えばひとつのことに集中できなかったのである。
罠解除士のテストでは最も優秀な成績を残し、見事合格となった。
児島貴（こじまたかし）
笠置町部隊の治療術士。テストの段階で、既に他人の傷を癒すことが出来たほど秀でた才能を持つ。訓練所の広場で第一期探索者に対し、常盤と力を合わせて「エーテル」の奪い合いに勝利している。その点を葵が評価し、仲間に引き入れた。
常盤も児島も、かつてはロックバンドを組んでいたらしい。そのため派手な髪形をしている。
恩田信吾（おんだしんご）
第二期探索者の一人。青柳は元々彼の部隊に参加予定であった。後に小寺を仲間に引き入れることになる。
小寺雄一（こでらゆういち）
「エーテル」に高い親和性を示す、第二期探索者。罠解除士に高い素質を持つが、児島には劣る。
名前が原因で笠置町部隊に入れなかったが、本人は自らの力量不足が原因だと思っている。その後恩田部隊に参加することになる。
津差龍一郎（つさりゅういちろう）
2メートルはあろうかという巨漢で、「握るならマウスより鉄剣、叩くならキーボードよりモンスター」という考え方で迷宮街にやってきた。初期から真壁とは親しくしていて、笠置町にも目をつけられる。心理テストの結果から笠置町部隊には入れなかったが、その後も親しい間柄にある。
鈴木秀美（すずきひでみ）
第二期探索者の罠解除士。真壁らよりも少し遅れて迷宮街に訪れ、全試験でトップ合格。和歌山出身で、笠置町姉妹と同じく戦闘技術を伝える家柄に育ち、幼い頃から鍛えられてきたエリート。恩田にスカウトされ、小寺がいなくなった後の恩田部隊に参加。

### 教官・その他
洗馬太郎（せばたろう）
罠解除士担当教官。
鹿島詩穂（かしましほ）
魔法使い担当教官。巨乳。
久米（くめ）
治療術士担当教官。
橋本辰（はしもとたつ）
戦士担当教官。
笠置町茜（かさぎまちあかね）
笠置町姉妹の母で魔法使い。夫の隆盛と共に迷宮探索事業団の理事を勤めている。木曾から京都まで瞬間移動、エーテルを具現化して人工生命を作るなど、桁違いの実力を持つ。
三峰（みつみね）
商社の研究員。非常に小柄な女性。